# Walter Kortegarn

Walter Kortegarn als Major

Walter Hermann Kortegarn (* 19. November 1868 in Bonn; † 26. März 1917 im Diakonissenhaus, Freiburg) war ein deutscher Offizier und Sportförderer.

## Leben

### Herkunft und Familie
Sein Vater war der Realschuldirektor Dr. Arthur Kortegarn.

### Karriere
Kortegarn besuchte die Kortegarnsche Realschule in Bonn, an der sein Vater als Direktor wirkte. Er besuchte auch die Charterhouse School in Godalming, England. Kortegarn trat am 15. September 1887 als Fähnrich in das Infanterie-Leib-Regiment „Großherzogin“ (3. Großherzoglich Hessisches) Nr. 117 ein und wurde dort am 15. Januar 1889 zum Sekondeleutnant befördert. 1894 diente er als Adjutant des I. Bataillons seines Regiments. 1895 erreichte er den zweiten Platz im Herren-Einzelspiel ohne Vorgabe des Offiziers-Lawn-Tennis Turnier für aktive Offiziere des deutschen Heeres (Kaiserpreis) in Bad Homburg, dessen Sieger der Leutnant Bencard wurde. Ebenfalls nahm er auch 1896 an dem Turnier teil und schied in der vierten von fünf Runden aus. Der Sieger dieses Turnieres war ein Fürst Lynar vom Gardes du Corps. 1897 nahm er ein weiteres Mal an dem Kaiserpreis bei dem Offiziers-Lawn-Tennis-Turnier teil und unterlag im Finale gegen den Oberleutnant Gordon vom Garde-Kürassier-Regiment. Bis dahin wurde er am 1. September 1896 zum Oberleutnant befördert. Auch 1901 nahm er noch an dem jährlichen Offiziers-Lawn-Tennis-Turnier teil und siegte in der Vorrunde gegen einen Graf Brockdorff. Nach Beförderung zum Hauptmann am 27. Januar 1904 wurde er im selben Jahre auch zum Kompaniechef ernannt.
Kortegarn sah sich selbst als verständnisvoller Förderer der olympischen Bewegung und wurde als offizieller Vertreter des preußischen Kriegsministeriums für die DRAFOS (Deutscher Rechtsausschuss für die Olympischen Spiele) entsandt. Er wurde am 25. Juli 1910 zum Major befördert. Nachfolgend diente er in der 2. Infanterie-Abteilung des Kriegsministeriums unter dem Abteilungschef Oberst Max Siber, später Oberstleutnant Georg von Wodtke. Als Mitglied im DFB setzte er sich für die Verwendung des Fußballs als Bestandteil der militärischen Ausbildung ein und thematisierte häufig die Vorteile einer sportlichen Erziehung am Beispiel der englischen Jugend. Er leitete später auch das Referat für Jugendpflege im Kriegsministerium. Ende 1913 wurde er mit dem Ehrenkreuz des Philippsordens ausgezeichnet.
Nach Ausbruch des Ersten Weltkrieges befehligte er das Füsilier-Bataillon des Königin Elisabeth Garde-Grenadier-Regiment Nr. 3 und nahm mit diesem an der Schlacht bei St. Quentin direkt zu Beginn des Krieges in Frankreich teil. Im September 1914 befehligte er sein Bataillon während der Schlacht an der Marne. In einem einen Sturmangriff wurde er schwer verwundet. Eine Woche danach, am 19. September 1914, wurde er mit der Führung des Kaiser Alexander Garde-Grenadier-Regiment Nr. 1 beauftragt und blieb bis zum 6. Oktober 1914 in dieser Position. Nach einer weiteren Verwundung als Regimentskommandeur des Reserve-Infanterie-Regiment Nr. 262 im Range eines Oberstleutnants diente er als Chef der Infanterie-Abteilung im preußischen Kriegsministerium und wurde mit dem Eisernen Kreuz I. und II. Klasse ausgezeichnet. Er verstarb im Jahre 1917 aufgrund einer Kriegsverwundung und wurde auf dem Berliner Invalidenfriedhof begraben. Der preußische Generalmajor Ernst von Wrisberg beschrieb ihn 1921 als führende Person auf dem Gebiet des Maschinengewehrwesens.

## Werke
- Betrachtungen zur Fußballmeisterschaft des Gardekorps, in: Fußball-Jahrbuch, hrsg. vom DFB, 1913
- Der Sport in der Armee. 1913[24]